# Поляковский сельсовет (Учалинский район)
Поляковский сельсовет — муниципальное образование в Учалинском районе Башкортостана.
Согласно Закону о границах, статусе и административных центрах муниципальных образований в Республике Башкортостан имеет статус сельского поселения.

## Состав сельсовета
- с. Поляковка,
- с. Вознесенка.

## Население
| 2002  | 2009  | 2010  | 2012  | 2013  | 2014  | 2015  |
| ----- | ----- | ----- | ----- | ----- | ----- | ----- |
| 1244  | ↘1193 | ↘1087 | ↗1100 | ↗1111 | ↘1097 | ↘1084 |
| 2016  | 2017  | 2018  |       |       |       |       |
| ↘1070 | ↘1029 | ↗1032 |       |       |       |       |